# Purperkring
De purperkring (Dendrographa decolorans) is een korstmos uit de familie Roccellaceae. Hij groeit op de noordkant van oudere loofbomen meestal op beschutte plaatsen in bosrijke gebieden. Regelmatig in parken en op landgoederen, maar ook langs dorpswegen. Hij leeft in symbiose met de alg Trentepohlia.

## Kenmerken
Het thallus is korstvormig, vrij dik, maar meestal onopvallend en roze tot bruingrijs van kleur voorzien van oranje algen en omgeven door een bruin prothallus. Sorediën zijn altijd aanwezig, eerst in puntvormige soralen en later bijna het hele thallus bedekkend. In Nederland heeft deze soort nooit apothecia.
Lijkt veel op:
- Athelia arachnoidea, groeit ook in kringen, maar parasiteert op algen.
- Rossig schriftmos (Gyrorapha gyrocarpa), maar deze groeit alleen op steen en heeft een rode kleurreactie met C+.

## Verspreiding
De purperkring komt in Nederland vrij algemeen voor vooral in de pleistocene delen van Noord-, Oost- en Midden-Nederland en langs de kust. In andere delen van het land is hij zeldzaam. Hij is niet bedreigd en staat niet op de rode lijst.